# Nakai Yoshiki
Yoshiki Nakai (sinh ngày 4 tháng 1 năm 1983) là một cầu thủ bóng đá người Nhật Bản.

## Sự nghiệp câu lạc bộ
Yoshiki Nakai đã từng chơi cho Cerezo Osaka và Thespa Kusatsu.